# Plavecký Štvrtok
Plavecký Štvrtok (deutsch Zankendorf oder Blasenstein-Zankendorf, ungarisch Detrekőcsütörtök) ist eine Gemeinde in der Westslowakei.

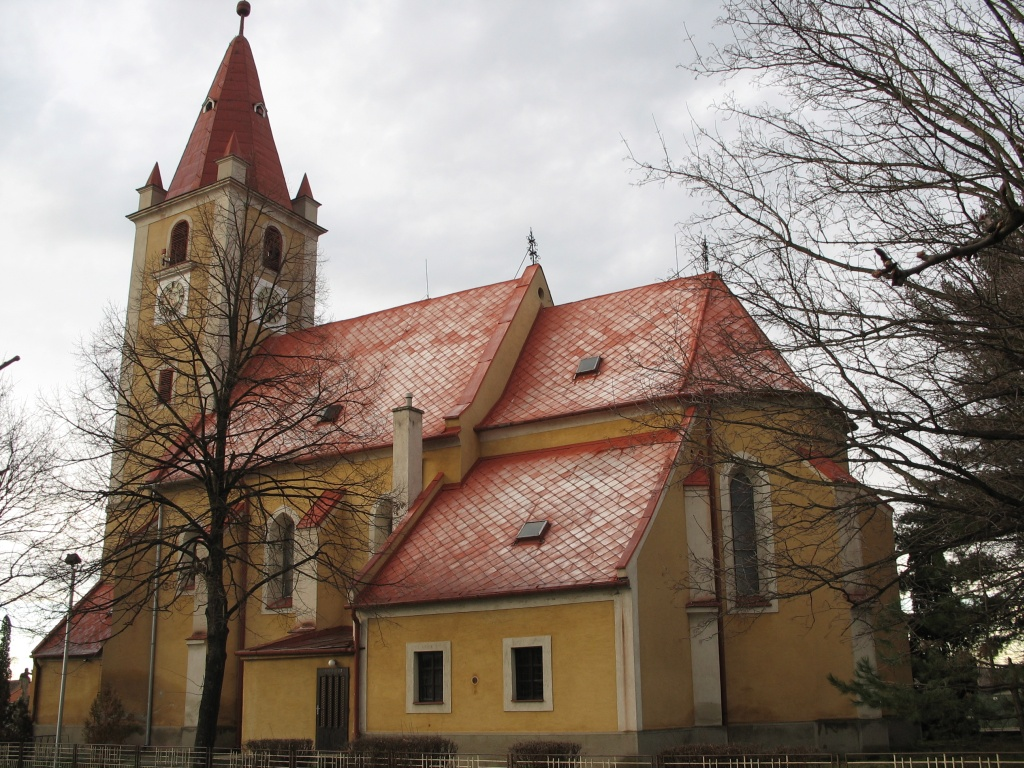
Kirche Mariä Himmelfahrt

Die Gemeinde liegt im Záhorská nížina (ein Teil des Wiener Beckens), die zur Region Záhorie gehört. Westlich der Gemeinde befindet sich das Naturschutzgebiet Záhorie, die Stadt Malacky ist 9 km entfernt.
Zum Gemeindegebiet zählt neben dem Hauptort auch die Ortslage Feld.
Der Ort wurde urkundlich im Jahr 1206 als Cheturtuchyel erwähnt. Im Ort gibt es eine Kirche aus dem 14. Jahrhundert.

## Bevölkerung
| Jahr                | 1994 | 2004     | 2014    | 2024     |
| ------------------- | ---- | -------- | ------- | -------- |
| Anzahl der Personen | 1945 | 2296     | 2353    | 2609     |
| Unterschied         |      | +18,04 % | +2,48 % | +10,87 % |

| Jahr                | 2023 | 2024    |
| ------------------- | ---- | ------- |
| Anzahl der Personen | 2619 | 2609    |
| Unterschied         |      | −0,38 % |